# Dorion (Ontario)
Dorion to gmina (ang. township) w Kanadzie, w prowincji Ontario, w dystrykcie Thunder Bay.
Powierzchnia Dorion to 212,08 km².
Według danych spisu powszechnego z roku 2001 Dorion liczy 442 mieszkańców (2,08 os./km²).